# Eric Peels
Hendrik George Laurens (Eric) Peels (Dordrecht, 25 mei 1956) is een gereformeerd Nederlandse theoloog en emeritus hoogleraar oudtestamentische vakken aan de Theologische Universiteit Apeldoorn.

## Biografie
Na zijn geboorte in Dordrecht werd hij gedoopt in de Christelijke Gereformeerde Kerk te Dordrecht-Centrum, door ds. M. Baan. Enkele jaren later werd de christelijke gereformeerde kerk van Dordrecht-Zuid gesticht, en zijn ouders met hun kinderen naar die gemeente overgegaan. Daar heeft hij tot zijn 18e jaar onder de prediking van ds. H. van der Schaaf gezeten. Op zijn achttiende verruilde Peels Dordrecht voor Apeldoorn, om er theologie te gaan studeren aan de - toen nog - Theologische Hogeschool.
Op 10 juni 1982 werd Peels bevestigd tot predikant van de Christelijke Gereformeerde Kerk te Zoetermeer. Voor een korte periode was hij godsdienstleraar aan het Oranje Nassaucollege te Zoetermeer. Vanaf 1987 was hij universitair hoofddocent oudtestamentische vakken. In 1992 promoveerde Peels op een dissertatie met als titel De wraak van God. Een thema waarover hij ook zijn doctoraalscriptie had geschreven. Vanaf 1993 was Peels hoogleraar oudtestamentische vakken.Hij was actief in de gecombineerde onderzoekgroep van de theologische universiteiten te Kampen en Apeldoorn genaamd Biblical Exegesis and Systematic Theology (BEST). Op 27 januari 2023 ging Peels met emeritaat. Zijn afscheidscollege had als titel: ''Dan raak ik diep bewogen...' Onze beelden van God en het Godsbeeld van Jeremia'. Tijdens de plechtigheid is Peels namens de Koning benoemd tot officier in de Orde van Oranje-Nassau. Synodevoorzitter dominee. J.G. Schenau noemde hem bij zijn afscheid als hoogleraar de leermeester van het "liever langer luisteren". Want zijn omgaan met de Bijbel kan getypeerd worden door het allitererende motto: "liever langer luisteren". Hiermee bedoelt hij dat we bij het lezen van weerbarstige Bijbelteksten niet te snel een dogmatisch of moreel raster op de tekst moeten leggen, maar liever langer luisteren naar wat er nu eigenlijk staat en bedoeld wordt.
Peels kreeg met zijn vrouw vier kinderen, waaronder filosoof en theoloog Rik Peels.

## Publicaties
- Storm over de wereld. De volkenprofetieën in het boek Jeremia, Utrecht, 2023.
- The Lion Has Roared. Theological Themes in the Profetic Literature of the Old Testament, Eugene Oregon 2012.
- Traag tot toorn. Een onderbelicht aspect van het oudtestamentische godsbeeld (Apeldoornse Studies 58), Apeldoorn 2011
- God en geweld in het Oude Testament (Apeldoornse Studies 47), Apeldoorn 2007
- Academische herdenkingen (Apeldoornse Studies 39), Apeldoorn 1999
- De omkeer van God in het Oude Testament (Apeldoornse Studies 34), Apeldoorn 1997
- The Vengeance of God. The Meaning of the Root NQM and the Function of the NQM-texts in the Context of Divine Revelation in the Old Testament (Oudtestamentische Studiën XXXI), Leiden 1995
- ‘Voed het oud vertrouwen weder’. De Godsopenbaring bij Nahum (Apeldoornse Studies 28), Kampen 1993
- De wraak van God. De betekenis van de wortel NQM en de functie van de NQM-teksten in het kader van de oudtestamentische Godsopenbaring, Zoetermeer 1992

- Bibsys: 98052759
- Bibliothèque nationale de France: cb124360575 (data)
- Gemeinsame Normdatei: 172786207
- International Standard Name Identifier: 0000 0003 6924 3468
- Library of Congress Control Number: n94083127
- Nationale Bibliotheek van Tsjechië: jo2018999122
- Nationale Bibliotheek van Israël: 987007266324705171
- Nederlandse Thesaurus van Auteursnamen: 092711200
- Système universitaire de documentation: 033499950
- Virtual International Authority File: 237892455
- WorldCat: E39PBJh8Ky6cyhMCtmYMM7VV4q